# تپه چی بین نی
تپه چی بین نی مربوط به دوران‌های تاریخی پس از اسلام است و در شهرستان بوئین‌زهرا، بخش اّبگرم، روستای رزک واقع شده و این اثر در تاریخ ۲۵ اسفند ۱۳۸۰ با شمارهٔ ثبت ۵۵۲۳ به‌عنوان یکی از آثار ملی ایران به ثبت رسیده است.